# Leucula cillenaria
Leucula cillenaria là một loài bướm đêm trong họ Geometridae.